# Lepanthes pendens
Lepanthes pendens är en orkidéart som beskrevs av Leslie Andrew Garay. Lepanthes pendens ingår i släktet Lepanthes och familjen orkidéer. Inga underarter finns listade i Catalogue of Life.